# Farhan Akhtar
Farhan Akhtar (फरहान अख्तर Mumbai, 9 de gener de 1974)és un actor, cineasta i cantant indi que treballa al cinema hindi. Fill dels guionistes Javed Akhtar i Honey Irani, va establir la productora Excel Entertainment, juntament amb Ritesh Sidhwani, el 1999. Té una germana gran, l'escriptora i directora Zoya Akhtar. Era molt jove quan els seus pares es van divorciar; el seu pare es va casar amb l'actriu Shabana Azmi el 1984.

## Vida personal
La seva mare va conservar la casa familiar a Bandstand Bandstand i hi va criar els seus fills. Akhtar va estudiar a l'escola Maneckji Cooper de Mumbai i després es va llicenciar en dret al HR College, també a Bombai. El pare d'Akhtar, un musulmà de naixement i cultura, és socialista i s'ha descrit com a ateu; la mare d'Akhtar, nascuda en una família Irania Zoroastriana a l'Índia, és indiferent a la religió i estava contenta de deixar que els seus fills creixin sense religió. Akhtar ha declarat que és ateu.
La família d'Akhtar prové de Khairabad a la regió Avadh de l'actual Uttar Pradesh, i prové d'un llarg llinatge de poetes urdú. És net del poeta urdú Jan Nisar Akhtar i besnét del poeta urdú Muztar Khairabadi. Per part de la seva mare, Akhtar és el nebot de l'actriu infantil Daisy Irani i la cosina primera del coreògraf Farah Khan i Sajid Khan.
Akhtar es va casar amb Adhuna Bhabani l'any 2000, després d'haver mantingut una relació amb ella durant 3 anys. Es van conèixer per primera vegada durant el rodatge del seu debut com a director Dil Chahta Hai, que també va marcar el debut de Bhabani com a perruquera de Bollywood. La parella té dues filles anomenades Shakya i Akira. El 21 de gener de 2016, van anunciar la seva separació després de 16 anys de matrimoni. El seu divorci es va concretar el 24 d'abril de 2017, i Bhabani tenia la custòdia dels seus fills. Akhtar va començar a sortir amb la VJ  Shibani Dandekar el 2018. El 19 de febrer de 2022, es van casar en una cerimònia no religiosa a la seva masia Khandala.

## Carrera artística
Akhtar va fer el seu debut com a director amb la pel·lícula coming-of-age Dil Chahta Hai (2001), rebent elogis de la crítica per retratar la joventut índia moderna i realista, i va guanyar el National Film Award a la millor pel·lícula en hindi i el Filmfare Critics Award a la millor pel·lícula. Després va dirigir la pel·lícula de guerra Lakshya (2004), el thriller d'acció Don (2006) i la seva seqüela Don 2 (2011).
Com a actor, Akhtar va debutar a la pantalla amb el drama musical Rock On!! (2008), pel qual va guanyar un segon National Film Award a la millor pel·lícula hindi (com a productor), així com el Premi Filmfare al millor debut masculí. Va protagonitzar, va escriure els diàlegs i va produir la pel·lícula Zindagi Na Milegi Dobara (2011), que li va guanyar el Filmfare Award al millor actor secundari. Aleshores, Akhtar va interpretar l'atleta Milkha Singh al biopic Bhaag Milkha Bhaag (2013), guanyant el Premi Filmfare al millor actor. Els seus papers posteriors van ser al drama familiar Dil Dhadakne Do (2015), el thriller criminal Wazir (2016) i els drames The Sky Is Pink (2019) i Toofaan (2021).

## Filmografia

### Cinema
| Pel·lícules que encara no s'han estrenat | Indica pel·lícules que encara no s'han estrenat |

| Any  | Títol                           | Paper                            | Acreditat com | Acreditat com | Acreditat com | Acreditat com       |
| Any  | Títol                           | Paper                            | Director      | Guionista     | Productor     | Altres              |
| ---- | ------------------------------- | -------------------------------- | ------------- | ------------- | ------------- | ------------------- |
| 2001 | Dil Chahta Hai                  | –                                | Sí            | Sí            |               |                     |
| 2004 | Lakshya                         | –                                | Sí            |               |               |                     |
| 2004 | Bride and Prejudice             | –                                |               |               |               | Lletrista           |
| 2006 | Don – The Chase Begins Again    | –                                | Sí            | Sí            | Sí            | Lletrista           |
| 2007 | Honeymoon Travels Pvt. Ltd.     | –                                |               |               | Sí            |                     |
| 2007 | Positive                        | –                                | Sí            |               | Sí            |                     |
| 2008 | Rock On!!                       | Aditya Shroff                    |               | Sí            | Sí            | Cantant de playback |
| 2009 | Luck by Chance                  | Vikram Jaisingh                  |               |               | Sí            |                     |
| 2009 | The Fakir of Venice             | Adi                              |               |               |               |                     |
| 2010 | Karthik Calling Karthik         | Karthik Narayan                  |               |               | Sí            |                     |
| 2011 | Game                            | –                                |               |               | Sí            |                     |
| 2011 | Zindagi Na Milegi Dobara        | Imran Qureshi                    |               | Sí            | Sí            | Cantant de playback |
| 2011 | Don 2 – The King Is Back        | –                                | Sí            | Sí            | Sí            |                     |
| 2012 | Talaash: The Answer Lies Within | –                                |               | Sí            | Sí            |                     |
| 2013 | Fukrey                          | –                                |               |               | Sí            |                     |
| 2013 | Bhaag Milkha Bhaag              | Sardar Milkha Singh              |               |               |               |                     |
| 2014 | Shaadi Ke Side Effects          | Siddharth Roy                    |               |               |               | Cantant de playback |
| 2015 | Dil Dhadakne Do                 | Sunny Gill                       |               | Sí            | Sí            | Cantant de playback |
| 2015 | Bangistan                       | –                                |               |               | Sí            |                     |
| 2016 | Wazir                           | Danish Ali                       |               |               |               |                     |
| 2016 | Baar Baar Dekho                 | –                                |               |               | Sí            |                     |
| 2016 | Rock On 2                       | Aditya Shroff                    |               | Sí            | Sí            | Cantant de playback |
| 2017 | Raees                           | –                                |               |               | Sí            |                     |
| 2017 | Daddy                           | Maqsood                          |               |               |               |                     |
| 2017 | Lucknow Central                 | Kishan Mohan Girhotra            |               |               |               |                     |
| 2017 | Fukrey Returns                  | –                                |               |               | Sí            |                     |
| 2018 | Bharat Ane Nenu                 | –                                |               |               |               | Cantant de playback |
| 2018 | Gold                            | –                                |               |               | Sí            |                     |
| 2018 | K.G.F: Chapter 1                | –                                |               |               |               | Distribuïdor        |
| 2019 | Gully Boy                       | –                                |               |               | Sí            |                     |
| 2019 | The Sky Is Pink                 | Niren Chaudhary                  |               |               |               |                     |
| 2021 | Toofaan                         | Aziz Ali (Toofaan) aka Ajju Bhai |               | Sí            | Sí            |                     |
| 2021 | Hello Charlie                   |                                  |               |               | Sí            |                     |
| 2022 | Sharmaji Namkeen                | –                                |               |               | Sí            |                     |
| 2022 | K.G.F: Chapter 2                | –                                |               |               |               | Distribuïdor        |
| 2023 | Friday Night Plan               | –                                |               |               | Sí            |                     |
| 2023 | Fukrey 3                        | –                                |               |               | Sí            |                     |
| 2023 | The Archies                     | Ben Andrews (voice)              |               | Diàlegs       |               |                     |
| 2023 | Kho Gaye Hum Kahan              | –                                |               |               | Sí            |                     |
| 2024 | Madgaon Express                 | –                                |               |               | Sí            |                     |
| TBA  | Agni                            | –                                |               |               | Sí            |                     |
| TBA  | Yudhra                          | –                                |               |               | Sí            |                     |
| TBA  | Ground Zero                     | –                                |               |               | Sí            |                     |

### Televisió
| Any          | Títol                                 | Paper             | Notes                |
| ------------ | ------------------------------------- | ----------------- | -------------------- |
| 2005         | Nach Baliye                           | Jutge             | [ 23 ]               |
| 2008–2009    | Oye! It's Friday!                     | Hoste/presentador | [ 24 ]               |
| 2015         | I Can Do That                         | Host/presenter    | [ 24 ]               |
| 2017–present | Inside Edge                           | N/D               | Productor executiu   |
| 2018–present | Mirzapur                              | N/D               | Productor executiu   |
| 2019–present | Made in Heaven                        | N/D               | Productor executiu   |
| 2019         | Fukrey Boyzzz                         | N/D               | Productor executiu   |
| 2022         | Ms. Marvel                            | Waleed            | Episode "Seeing Red" |
| 2022         | Eternally Confused and Eager for Love | N/D               | Productor executiu   |
| 2023         | Dahaad                                | N/D               | Productor executiu   |
| 2023-present | Bambai Meri Jaan                      | N/D               | Productor executiu   |
| 2024         | Dabba Cartel                          | N/D               | Productor executiu   |